# باي تورش
باي تورش (بالإنجليزية: PyTorch)‏ هي مكتبة تعلم الآلة مفتوحة المصدر مستندة على تورش ، مستعمل لتطبيقات الرؤية الحاسوبية ومعالجة اللغات الطبيعية، مطورة أساسا من طرف مختبر آل أبحاث الفيسبوك. وهي برمجية حرة مفتوحة المصدر تحت رخصة بي سي دي المعدلة، على الرغم من أن واجهة بايثون هي الأكثر ظهورا وبروزا والهدف الرئيسي من التطوير، توجد أيضا واجهة بسي++.

## وصلات خارجية
- الموقع الرسمي